# Кетрін Мері Стюарт
Кетрін Мері Стюарт (англ. Catherine Mary Stewart, нар.. 22 квітня 1959) — канадська акторка.

## Кар'єра
Розпочала кар'єру з участі у мильній опері «Дні нашого життя» у 1981—1983 роках. У 1984 році зіграла головні ролі у двох комерційно успішних кінофільмах: «Останній зоряний боєць» та «Ніч комети» . Наступного року виконала головну роль у романтичній комедії «Шалопай».
Кетрін Мері Стюарт знялася у двох міні-серіалах з великим бюджетом: «Голлівудські дружини» у 1985 році, та «Гріхи» у 1986 році, а також була запрошеною зіркою в телесеріалах « Лицар доріг», «Готель», «Альфред Гічкок представляє» та «За межею можливого». Вона також знялася у кількох телевізійних фільмах, а також у кінофільмах «Нічний політ» та «Вікенд у Берні». У 1990-х її кінокар'єра пішла на спад і Стюарт знімалася рідко, переважно в незалежних фільмах і телефільмах .

## Особисте життя
З 1983 по 1985 рік перебувала у шлюбі з актором Джоном Фіндлейтером, а в 1992 році одружилася з Річардом Аллертом, народила двох дітей: доньку Hanna Allerton та сина Connor McKay Allerton (1996).

## Фільмографія
- 1980 — Яблуко / The Apple
- 1981 — Нічні яструби / Nighthawks
- 1984 — Останній зоряний боєць / The Last Starfighter
- 1984 — Ніч комети / Night of the Comet
- 1985 — Шалопай / Mischief
- 1985 — Голлівудські дружини / Hollywood Wives
- 1987 — Стиляги / Dudes
- 1987 — Нічний політ / Nightflyers
- 1988 — Знавіснілий світ / World Gone Wild
- 1989 — Вікенд у Берні / Weekend at Bernie's
- 1992 — Психопат / Psychic
- 1993 — Спокута в Арктиці / Ordeal in]] the Arctic
- 1993 — Морський вовк / The Sea Wolf
- 2007 — Дівчина по сусідству / The Girl Next Door
- 2008 — Смерть о 17 / Dead at 17
- 2009 — Кохання і танці / Love N' Dancing
- 2009 — Різдвяний сніг/A Christmas Snow[4]
- 2010 — Висхідні зірки / Rising Stars
- 2013 — AmeriQua
- 2017 — Дівчина-імітація / Imitation Girl
- 2019 — Різдво рок-н-ролу / Rock N' Roll Christmas